# 人民権力全国会議
人民権力全国会議（じんみんけんりょくぜんこくかいぎ、スペイン語: Asamblea Nacional del Poder Popular）は、キューバの議会である。

## 概要
キューバ憲法第69条では「人民権力全国会議は，国の権力の最高機関である。」とされ、第70条では唯一の立法機関であると規定されているほか、第75条では憲法の改正、法律の制定、経済計画の承認、大統領、首相の選出、最高人民裁判所長官の選出、検事総長の選出などの権限を持つと規定されている。
毎年2回定期的に開催され（憲法第78条）、閉会中は全国会議で選出された国家評議会がその機能を代行する。
2024年12月時点での女性議員比率は55.7%であり、ルワンダの代議院に次いで世界の議会（二院制の国は下院で比較）で2位の高さを誇る。

## 議会構成

### 定数
605人。

### 任期
5年、ただし戦争などの緊急事態の時に、全国会議の決議で任期延長ができる。

### 選挙
国民による直接選挙。ただし、定数と候補者数がほぼ同数のため、実質的には信任投票である。また全候補者がキューバ共産党の指導下にある大衆組織「革命防衛委員会」からの立候補である。